# Казе Капано (Болоња)
Казе Капано (итал. Case Capanno) је насеље у Италији у округу Болоња, региону Емилија-Ромања.
Према процени из 2011. у насељу је живело 42 становника. Насеље се налази на надморској висини од 12 м.